# Pioneer
|  | For rumfartsprogrammet, se Pioneer-programmet |
Pioneer er en japansk elektronikvirksomhed grundlagt i 1938. Hovedkvarteret ligger i Tokyo.
I dag produceres der alle former for elektronik til hjemmet, f.eks MP3-afspillere, dvd-afspillere og optagere, tv, radio, hi-fi-anlæg, plasmaskærme etc.
Desuden meget kendt for deres lydudstyr og navigationsanlæg til biler med bl.a. Apple CarPlay.
| Japan | Spire Denne artikel om et firma eller en virksomhed i Japan er en spire som bør udbygges. Du er velkommen til at hjælpe Wikipedia ved at udvide den. |